# Псалом 94
Девяно́сто четвёртый псало́м — 94-й псалом из книги Псалтирь (95-й в масоретской нумерации). Известен по латинскому инципиту Venite exsultemus Domino, «Прiидите возрадуемся Господеви».
Псалмопевец призывает еврейский народ прославить Господа как «Царя великого над всеми богами» (стих 3). Автор в то же время предостерегает от неверия, из-за которого, согласно 11-му стиху, Бог не принял их предков «в покой Свой» (в историческом контексте подразумевалась Земля обетованная и 40-летнее скитание евреев по пустыне).
Псалом содержит фрагмент, толкуемый в Новом Завете (Евр. 3:7—11) в мессианском смысле, как слова Святого Духа с предсказанием воцарения на земле Мессии — Иисуса Христа.

## Авторство
Псалом не имеет надписания. Он цитируется в Послании к Евреям, причём во вступительной фразе к цитате (Евр. 3:7) авторство текста приписано Святому Духу («почему, как говорит Дух Святый…»).
Далее при цитировании в Послании к Евреям сказано, что содержание псалма донесено «говоря через Давида» (Евр. 4:7). Однако некоторые библеисты толкуют это как «взято из книги псалмов Давида». В то же время ряд библеистов понимает эти слова как утверждение о том, что Давид является непосредственным автором.

## Особенности
Большинство богословов считает, что псалом был связан с праздничным богослужением (по некоторым предположениям, с праздником кущей). Возможно, он имел культово-литургическое значение и радостно исполнялся общиной верующих во время шествия. При этом кульминация наступала при исполнении 6-го и начала 7-го стиха.
Норвежский протестантский экзегет Сигмунд Мовинкель классифицировал это произведение как царский псалом. По предположению Мовинкеля и Крауса, псалом входил в ритуал праздника воцарения Бога Господином всего создания (праздника кущей). Однако не все библеисты готовы отнести этот псалом к категории «царских».
По классификации Генри Геллея, этот псалом входит в группу «теократических» псалмов (псалмы 94—97), именуемых так, потому что они прославляют могущество Бога.

## Содержание
По смыслу псалом чётко делится на две части, водоразделом служит середина 7-го стиха. Первая часть псалма представляет собой праздничную песнь благодарения, вторая — пророческое наставление.

### Стихи 1—7а
Псалом начинается с призыва прославить Бога, спасшего еврейский народ из рабства и сохранившего его (смысл утверждения передан образом «твердыня спасения нашего»).
Под «богами» в 3-м стихе подразумеваются идолы, которые хотя и являются объектом поклонения язычников, но по сути своей не боги. Слова о превосходстве Бога над ними подразумевают, что Бог выше любой в мире сути, явления и вещи, потому что Он — Творец всего.

### Стихи 7б—11
Вторая половина псалма имеет пророческий характер. По смыслу этот фрагмент можно разделить на три части. Основа первой части заключается в наставлении «не ожесточите сердца вашего», которое предваряется указанием на время «ныне» и условием «если бы вы послушали гласа Его».
Вторая часть содержит отсыл к примеру Меривы — места, где водимый по пустыне израильский народ возроптал на Моисея из-за отсутствия воды. Здесь было явлено чудо, когда по воле Божьей Моисей с помощью посоха извлек воду из скалы.
В третьей части пророчества псалмопевец напоминает о суде над роптавшим поколением. Благодаря явленным ранее чудесам, эти люди имели более чем достаточно оснований для доверия Господу в любых обстоятельствах, однако столкнувшись всего лишь с отсутствием воды, они обратились от веры к сомнению. Из-за их заблуждений и неспособности ходить Его путями Бог вознегодовал и поклялся, что они не войдут в Его покой.

## В иудаизме
Трагические события времен блуждания по пустыне, на которые указывает 94-й псалом, оставили неизгладимую память в еврейском народе. Ряд исследователей полагает, что во времена написания новозаветного Послания к Евреям, 94-й псалом использовался при вступлении в синагогальное богослужение. В этом случае первые слушатели Послания были хорошо знакомы с псалмом, а образы, связанные с «исходом» и «пустыней», в дальнейшем использовались новозаветными авторами.
В иудаизме в связи с 94-м псалмом обсуждалось богословское значение «покоя». Некоторые относили его к Храму, другие — к земле в широком смысле. Также его истолковывали в эçхатологическом и сотериологическом значении (частный случай — как место в небе, приготовленное для спасённых). Кроме того, в иудаизме рассматривался вопрос о судьбе поколения евреев, не допущенных в покой. Некоторые считали это временным наказанием, до того момента, когда гнев Божий отвратится.

## В Новом Завете
Фрагмент Пс. 94:7—11 процитирован в Новом Завете в Послании к Евреям (Евр. 3:7—11). Автор Послания не ограничивается прямой цитатой, а делает на её основе наставление, подробно рассматривая этот фрагмент до конца третьей главы и продолжая рассматривать в четвёртой (Евр. 4:1—11).
В контексте цитаты внимание автора приковано к теме верности, а фрагмент из 94-го псалма использован для контраста как пример неверности. Далее с начала четвёртой главы Послания к Евреям автор меняет направление рассуждения, тема неверия тех, кто не вошёл в покой Божий во времена скитаний евреев по пустыне, сменяется темой обетования покоя для новозаветного народа Божьего (то есть христиан). При этом повторяющиеся в четвёртой главе фрагменты из 94-го псалма по-прежнему используются как иллюстрация к рассуждениям автора.
Если во времена Моисея «покоем» была земля Ханаан, то в Новом Завете это понятие включает спасение и Царствие Божие. Автор Послания к Евреям указывает на факт, что через много поколений после того, как странствующие по пустыне евреи не были допущены в землю ханаанскую, Бог назначает через Давида время («ныне») для входа в «покой». Божий покой представляется духовной реальностью, в которой человек, как и Бог, успокаивается от дел (Евр. 4:4, 10).
Христианам следует постараться войти в этот покой, чтобы не уподобиться евреям, не допущенным в Ханаан (Евр. 4:11), отмечает автор Послания. Его рассуждения над псалмом завершаются грозным предупреждением «слово Божие живо и действенно и острее всякого меча обоюдоострого» (Евр. 4:12). Это предупреждение перекликается с указанием на «глас Его» в Пс. 94:7.
Очевидно, что автор Послания к Евреям воспринимал 94-й псалом как вневременное и всегда актуальное слово Божье. Не задаваясь вопросом о судьбе евреев, не допущенных в Ханаан, автор Послания на их примере показал, как нельзя реагировать на Бога и Его откровение. Это предостережение современной церкви, чтобы она жила в вере.

## Богослужебное использование
Православие
94-й псалом поют полностью на седмицы Великого поста в 13-й кафизме, в Страстную седмицу, в праздники Воздвижение Креста, Богоявления, Благовещения Пресвятой Богородицы. Отдельные стихи псалма поют по разным случаям.
Иудаизм
94-й псалом поют при встрече субботы, на утреннем богослужении будней, Слихот.
Католицизм
По уставу святого Бенедикта, 94-й псалом пели на утрени все дни недели после 3-го псалма.

## Комментарии
1. ↑  Например, Роберт Спраул[5], Чарльз Сперджен[6].
2. ↑  Существует предположение, что псалом был создан во время одного из очередных проявлений Божьего попечительства о еврейском народе[1].
3. ↑  В Библии случай у Меривы с некоторыми вариациями описан дважды: в Исх. 17:1—7 и в Чис. 20:1—14 (хотя не все богословы согласны, что это один, а не два разных эпизода). Так или иначе в еврейском (масоретском) тексте псалма автор отсылает к одному из этих эпизодов или сразу к обоим, упоминая второе название местности, «Масса», данное Моисеем (Исх. 17:7). Однако в  Септуагинте передано не буквальное, а смысловое значение этих названий «восстание» и «искушение», что может быть воспринято как отсыл к более радикальному восстанию евреев, описанному в 14-й главе Книги Чисел. С Септуагинтой солидарен и автор таргума на этот псалом[10].